# Ewartia
Ewartia là một chi thực vật có hoa trong họ Cúc (Asteraceae).

## Loài
Chi Ewartia gồm các loài: